# Hennediella densifolia
Hennediella densifolia là một loài Rêu trong họ Pottiaceae. Loài này được (Hook. f. & Wilson) R.H. Zander mô tả khoa học đầu tiên năm 1993.